# Aptos, Kalifornien
Aptos är en ort (CDP) i Santa Cruz County, i delstaten Kalifornien, USA. Enligt United States Census Bureau har orten en folkmängd på 6 220 invånare (2010) och en landarea på 16,5 km².